# 手杵祭
手杵祭（てぎねまつり）は、福井県小浜市矢代地区で行われる祭礼。奈良時代に漂着した異人を杵で殺して財宝を奪ったことを悔やみ、被害者の霊を供養し、自らの罪を戒めるために平安時代に始められたと言われる。殺戮の場面を再現した舞踊が奉納されるなど奇祭として知られる。県無形民俗文化財。

## 概要
伝承では、天平宝字3年（759年）に矢代の浜に王女とお付きの女官ら8名を乗せた唐船が漂着したが、その後、奇妙な疫病が持ち込まれ災厄に見舞われたため、異人を退治した。疫病蔓延の顛末を再現することで、防疫の重要性を伝えるとともに王女らを供養するために平安時代から始めたとされる。
祭では、手に杵を持ち、顔に墨を塗ってシダの葉（ウラジロ）を被った黒い素襖姿の村人役、唐船にみたてた丸太船を運ぶ袴姿の舟かき役、頭に宝袋を乗せた女官役などが練り歩き、村人が王女一行を襲い惨殺する場面が演じられる。昭和43年に県の無形民俗文化財に指定された。
毎年旧暦3月3日（1944年より4月3日）に福寿寺とその向かいの加茂神社で行われてきたが、少子高齢化により後継者が減少し、2005年を最後に一旦休止となり、9年後の2014年に小浜市立内外海小学校の児童など地区外の有志の協力を得て復活した。定期的には開催されていない。

## 観音堂縁起
祭が行われる福寿寺は観世音菩薩を本尊とする観音堂で、安産祈願の子安観音として知られる。創立は大同元年（806年）。1950年代に手杵祭の調査をした錦耕三（朝日新聞記者）によると、観音堂の縁起には、「その昔、沖に一艘の漂流船があり、唐（もろこし）の王女と、金袋を被った8人の女﨟（お付きの女性）が一体の観音像とともに乗っていた。その金がほしくなった村人たちは、ちょうど三月の節句で餅をついていたところだったので、その杵で女たちを叩き殺して財宝を奪った。しかし、ほどなくして村に悪疫が流行ったことから王女たちの祟りを怖れ、唐船の木材で堂を建て、彼女らが護持していた観音像を祀るとともに王女を弁天様として祀った」とある。地元の伝承には多少の異同あり、王女らのほかに男性の舟子2人もいた、村人は最初一行を憐れんで食料などを与えていたが、漂流者を匿っていることが知られれば咎を受けかねないため仕方なく殺した、王女は妊娠していた、など諸説ある。現在祀られている聖観音菩薩像（県指定文化財）は平安時代末の制作のもので、地元では腹部の膨らみから身重の王女を写したと言われる。300年以上前に観音堂は焼失し、唐船漂着の古記録も焼失、堂はのちに再建された。

## 式次第
- 前日 - 矢代岬の高台にある矢代崎弁天宮へ加茂神社の大禰宜が小舟で渡り参拝。この弁天宮の下に王女らが埋葬されていると言われる[4]。夕方、福寿寺横の弁天小宮（矢代崎弁天宮の分祀）で、宵まつり（神事式）が行われる[3]。
- 当日午前 - 福寿寺にて西福寺住職らにより王女らの霊を慰め、祭りの役を務める住民が、王女らが飢えをしのぐため食したといわれるヘラモ（箆藻）を食す[3]。加茂神社では本殿で神官が御霊を鎮める[3]。祭り役らは福寿寺から神社に移動して参拝し、長屋（ちょうや）で神酒を飲み、太鼓や甚句が響くなか、「三役」と呼ばれる手杵棒ふり1名と弓矢持ち2名が衣装に着替える[4]。
- 当日午後 - 手杵棒ふり、弓矢持ち、「唐船丸」と呼ばれる船の模型を運ぶ青年数名、財宝を表す宝頭巾を頭にのせた振袖姿の女児8人（かつては集落の初潮前の長女子から選ばれていた。人数が足りないときは閉経後の女性が代役した）、大太鼓数名、縁起物の笹を持つ笹持ちの男児4人（7歳以上15歳以下の長男子から選ばれていた）の順に行列して練り歩き、三役が神社境内、鳥居前、福寿寺前で演技する[3][8][4]。加茂神社に戻り、唐船丸を持っていた青年たちの甚句で解散し、三役は長屋で着替え、禰宜や祭り役に神酒が回され、終了する[4]。

## 矢代地区
JR小浜駅の東約10kmに位置する海沿いの小集落。昭和30年ごろまでは鯖漁を中心とする漁業や、桐実油の原料となる桐実の出荷、近隣の石炭採掘などで潤っていたが、魚が獲れなくなり、桐実や石炭の需要も減ったため、木材の出荷や炭焼きに移行、その後昭和40年代に市内への道路が整備されるに従い、市内への通勤と民宿経営が主となった。

## 関連文献
- 『稚狭考』板屋一助著 - 明和4年（1767）の作で、矢代の手杵祭の一節がある[9]。
- 『若狭紀行』北尾鐐之助著